# (7693) Hoshitakuhai
(7693) Hoshitakuhai es un asteroide perteneciente al cinturón de asteroides descubierto el 20 de noviembre de 1982 por Tsutomu Seki desde el Observatorio de Geisei (Geisei, Japón).

## Designación y nombre
Designado provisionalmente como 1982 WE, fue llamado así por "Hoshitakuhai" ("Entrega a domicilio de los cielos estrellados") que es una actividad de la Asociación de Ciencias Espaciales de Kakogawa que lleva las maravillas de las estrellas al público. Desde 1990 ha ofrecido más de 700 noches de observación en varios lugares.

## Características orbitales
Hoshitakuhai está situado a una distancia media del Sol de 2,622 ua, pudiendo alejarse hasta 3,063 ua y acercarse hasta 2,181 ua. Su excentricidad es 0,168 y la inclinación orbital 13,795 grados. Emplea 1550,58 días en completar una órbita alrededor del Sol.

## Características físicas
La magnitud absoluta de Hoshitakuhai es 13,61. Tiene 5,835 km de diámetro y su albedo se estima en 0,272. 